# Material hipoelástico
En mecánica de medios continuos, un material hipoelástico es un tipo de material elástico cuya ecuación constitutiva no depende únicamente de alguna medida de deformación finita. Los modelos de materiales hipoelásticos son distintos de los modelos hiperelásticos (o modelos estándar de elasticidad) y por esa razón los modelos hipoelásticos, salvo en circunstancias especiales, no pueden derivarse de una función de densidad de energía de deformación.

## Visión general
Un material hipoelástico puede definirse rigurosamente como aquel que se modela mediante una ecuación constitutiva que satisface los siguientes dos criterios:
- La tensión de Cauchy {\displaystyle {\boldsymbol {\sigma }}} en el tiempo {\displaystyle t} depende únicamente del orden en que el cuerpo ha ocupado sus configuraciones pasadas, pero no de la velocidad a la que se recorrieron estas configuraciones pasadas. Como caso especial, este criterio incluye un material elástico de Cauchy, en el que la tensión actual depende solo de la configuración actual en lugar del historial de configuraciones pasadas.
- Existe una función tensorial {\displaystyle G} tal que {\displaystyle {\boldsymbol {\dot {\sigma }}}=G({\boldsymbol {\sigma }},{\boldsymbol {L}})}, donde {\displaystyle {\boldsymbol {\dot {\sigma }}}} es la derivada material del tensor tensión de Cauchy y {\displaystyle {\boldsymbol {L}}}es el tensor gradiente de velocidad espacial.

Si solo se utilizan estos dos criterios originales para definir la hipoelasticidad, entonces la hiperelasticidad se incluiría dentro de los materiales hipteásticos como un caso especial, lo que lleva a algunos autores a agregar un tercer criterio que exige específicamente que un modelo hipoelástico no sea hiperelástico (es decir, la hipoelasticidad implica que la tensión no se puede derivar de un potencial de energía). Si se adopta este tercer criterio, se deduce que un material hipoelástico podría admitir trayectorias de carga adiabática no conservativas que comiencen y terminen con el mismo gradiente de deformación pero que no comiencen y terminen con la misma energía interna.
Cabe señalar que el segundo criterio solo requiere que la función {\displaystyle G} exista. Como se explica a continuación, las formulaciones específicas de modelos hipoelásticos suelen emplear una denominada tasa objetiva de tensión de modo que la función {\displaystyle G} podría existir solo implícitamente.
Los modelos de materiales hipoelásticos suelen adoptar la forma {\displaystyle {\overset {\circ }{\boldsymbol {\tau }}}={\mathsf {M}}:{\boldsymbol {d}}} donde {\displaystyle {\overset {\circ }{\boldsymbol {\tau }}}} es una tasa objetiva de la tensión de Kirchhoff {\displaystyle ({\boldsymbol {\tau }}:=J{\boldsymbol {\sigma }})}, {\displaystyle {\boldsymbol {d}}:=\left[{\frac {1}{2}}({\boldsymbol {L}}+{\boldsymbol {L}}^{T})\right]} es el tensor de tasa de deformación y {\displaystyle {\mathsf {M}}} es el denominado tensor de rigidez tangente elástica, que varía con la propia tensión y se considera un tensor de propiedad del material. En hiperelasticidad, la rigidez tangente generalmente también debe depender del gradiente de deformación para contabilizar adecuadamente la distorsión y la rotación de las direcciones de las fibras materiales anisotrópicas.

## Hipoelasticidad y tasas objetivas de tensión
En muchos problemas prácticos de mecánica de sólidos, es suficiente caracterizar la deformación del material mediante el tensor de deformación pequeña (o linealizada) {\displaystyle \varepsilon _{ij}={\frac {1}{2}}(u_{i,j}+u_{j,i})} donde {\displaystyle u_{i}} son las componentes de los desplazamientos de los puntos del continuo, los subíndices se refieren a coordenadas cartesianas {\displaystyle x_{i}(i=1,2,3)}, y los subíndices precedidos por una coma denotan derivadas parciales (por ejemplo, {\displaystyle u_{i,j}=\partial u_{i}/\partial x_{j}}). Sin embargo, también hay muchos problemas en los que la finitud de la deformación debe tenerse en cuenta. Estos son de dos tipos:
- Grandes deformaciones elásticas no lineales que poseen una energía potencial, {\displaystyle W({\boldsymbol {F}})} (como se observa, por ejemplo, en el caucho), en las que los componentes del tensor de tensión se obtienen como las derivadas parciales de {\displaystyle W} con respecto a los componentes del tensor de deformación finita.
- Deformaciones inelásticas que no poseen potencial, en las que la relación tensión-deformación se define incrementalmente.

En el primer caso, la formulación de deformación total descrita en el artículo sobre teoría de deformaciones finitas es apropiada. En el segundo caso, es necesario emplear una formulación incremental (o en términos de tasas) y utilizarla en cada paso de carga o tiempo de un programa de elementos finitos que emplee el procedimiento lagrangiano actualizado. La ausencia de un potencial plantea cuestiones complejas debido a la libertad en la elección de la medida de deformación finita y la caracterización de la tasa de tensión.
Para un paso de carga suficientemente pequeño (o incremento), se puede usar el tensor de tasa de deformación (o deformación de velocidad) {\displaystyle d_{ij}={\dot {\varepsilon }}_{ij}={\frac {1}{2}}(v_{i,j}+v_{j,i})} o su incremento {\displaystyle \Delta \varepsilon _{ij}={\dot {\varepsilon }}_{ij}\Delta t=d_{ij}\Delta t} que representa el incremento de deformación linealizado desde el estado inicial (tensionado y deformado) en el paso.
Sin embargo, no sería objetivo usar la derivada temporal del tensor tensión de Cauchy {\displaystyle \sigma _{ij}}. Esta tensión, que describe las fuerzas sobre un pequeño elemento material imaginado como cortado del material tal como está deformado en el momento actual, no es objetiva porque varía con las rotaciones de cuerpo rígido del material. Por lo tanto, es necesario introducir la llamada tasa objetiva de tensión {\displaystyle {\hat {\sigma }}_{ij}}, o el incremento correspondiente {\displaystyle \Delta \sigma _{ij}={\hat {\sigma }}_{ij}\Delta t}. La objetividad es necesaria para que {\displaystyle {\hat {\sigma }}_{ij}} esté funcionalmente relacionada con la deformación del elemento.